# Vetements
Ne doit pas être confondu avec Vêtements.
Vetements est une marque de vêtements, d'accessoires de mode et de chaussures fondé par Demna Gvasalia et Gouram Gvasalia en 2013,. Défendant une approche plus pragmatique de la mode, le collectif à l'origine de la marque (Demna Gvasalia, son frère et cinq autres amis) souhaitent refléter la « nature terre-à-terre » de ce que porte aujourd'hui la jeunesse. Se basant sur un stylisme pensée de manière philosophique et méthodologique, la marque a acquis un statut de rang mondial en seulement trois saisons. Connue pour ses nombreuses collaborations, elle a fait du détournement sa marque de fabrique,.